# Maeyaptila
Maeyaptila is een geslacht van schietmotten uit de familie Hydroptilidae.

## Soorten
Deze lijst is mogelijk niet compleet.
- M. xuthos H Malicky & P Chantaramongkol, 2007